# Ordine della famiglia reale di re Carlo III
L'ordine della famiglia reale di Re Carlo III (in inglese: Royal Family Order of King Charles III) è un segno d'onore del Regno Unito concesso da Re Carlo III come segno di particolare stima personale ai soli membri femminili della famiglia reale del Regno Unito o per particolari servizi verso la propria persona.

## Storia
L'ordine della famiglia reale di Re Carlo III venne istituito nel 2024, due anni dopo l'ascesa al trono del Sovrano, a seguito della morte della madre, la regina Elisabetta II.
La regina consorte Camilla è stata la prima insignita dell'Ordine e ne ha indossato l'insegna in occasione della visita di stato dell'Imperatore giapponese Naruhito nel giugno del 2024.

## Insegne
La medaglia dell'Ordine è composta da un cammeo realizzato dall'artista Elizabeth Meek e tratto da una nota fotografia di Hugo Burnand, raffigurante Re Carlo III, indossante l'uniforme da Ammiraglio della flotta della Royal Navy oltre alle insegne dell'Ordine della Giarrettiera e le massime onorificenze di stato e medaglie militari ottenute, circondato da una cornice in argento e diamanti e sormontato dalla Corona dei Tudor. Il rovescio in argento dorato è modellato a raggi e raffigura le cifre reale "CIIIR" e la corona di Sant'Edoardo.
Il nastro è di seta azzurra.
È indossato sulla spalla sinistra. È possibile indossare più Ordini familiari contemporaneamente, posti dall'alto al basso in ordine di conferimento.

## Elenco degli insigniti
- 2024: Camilla, regina consorte, seconda moglie di re Carlo III
- 2024: Anna, principessa reale, sorella di re Carlo III
- 2024: Sophie, duchessa di Edimburgo, cognata di re Carlo III
- 2024: Birgitte, duchessa di Gloucester, cugina di secondo grado di re Carlo III
- 2025: Catherine, principessa di Galles, nuora di re Carlo III